# 王孚 (刘宋)
王孚（？—？），琅邪临沂人，王僧朗之孙，王景文弟弟的儿子。大明末年，官至海盐县县令。泰始初年，天下均在反叛，只有王孚不共同叛逆，后官至司徒记室参军。